# Lyoko
Lyoko es un mundo virtual ficticio de la serie animada francesa Code Lyoko.

## Historia
Según el diario de Franz Hopper, Lyoko y XANA fueron creados originalmente para destruir el proyecto Cartago (Carthage project), un plan militar diseñado, en un principio, para lograr la paz mundial y evitar acciones del enemigo. Más tarde, Franz Hopper descubrió que el proyecto era, sin embargo, el de un arma muy potente que nada tenía que ver con la paz, y abandonó su investigación.
Lyoko fue adaptado más adelante al servicio como santuario para él y su hija Aelita, aunque no acabó de programarlo porque tuvo que irse precipitadamente al mundo virtual al ser perseguido por los hombres de negro. Él repartió las llaves de Lyoko entre él y Aelita, convirtiéndose en los “amos absolutos de Lyoko”. El gobierno lo encontró finalmente, forzándolo a huir a Lyoko con Aelita. Al llegar al mundo virtual, Aelita y Franz fueron atacados por XANA. Franz intentó razonar con el virus, pero fracasó. Desde ese momento, pasan a ser los esclavos del malvado XANA. Como una tentativa de pararlo, Franz cerró el superordenador, que continuó apagado durante nueve años hasta que Jeremie lo reactivó. Una vez encendido, XANA tomó control de él y lo utilizó para atacar el mundo real. 
Una pandilla: Jeremie Belpois, Odd Della Robbia, Ulrich Stern y Yumi Ishiyama, fueron a Lyoko y encontraron a Aelita, aunque estaban convencidos de que, como XANA, ella era un programa informático. De ese modo se hicieron amigos de Aelita y ella les ayudó desactivando las torres para evitar que XANA hiciera más daño en la Tierra. 
Después de escapar del superordenador en el final de la segunda temporada, XANA suprimió los sectores de Lyoko uno por uno poseyendo a Aelita y forzándola a introducir el código “XANA” en la torre principal; de la misma manera en cada sector. Esto ayudó a XANA a ir destruyendo los sectores poco a poco. 
La pandilla conoció a William Dunbar, que les hizo tantos favores que le propusieron que fuera a Lyoko, puesto que, además, necesitaban a otro guerrero, pues las batallas les estaban dejando sin tiempo para estudiar, preparar exámenes, y descansar. Adentrándose en el sector 5 con Aelita descubrió que era más fuerte que todos los Guerreros de Lyoko (Odd, Yumi, Jeremie, Ulrich y Aelita). Su arma era una espada enorme capaz de lanzar fuertes campos de energía. Estaba luchando contra los gusanos cuando de repente la Scyphozoa le poseyó transformándole en esbirro de XANA (William-XANA), y Aelita no pudo hacer nada para evitarlo. En el final de la tercera temporada XANA lo utilizó para destruir el núcleo de Lyoko. La destrucción acabó con Lyoko, aunque no con el superordenador, por lo que Jeremie consiguió restaurar Lyoko junto con Aelita, que ya había recuperado su memoria (una de las llaves de Lyoko).
Al final de la cuarta temporada consiguen desvirtualizar a William y neutralizar y acabar para siempre con XANA. Para ello, tuvieron que utilizar la energía que Franz Hopper les cedió, sacrificándose. La pesadilla había terminado, ya podían apagar el superordenador, pero tan solo Yumi quería apagarlo. Al final, los cinco amigos decidieron, de forma algo dudosa, apagar el superordenador para siempre y empezar una nueva vida. Una vida sin XANA, y por desgracia, también sin el padre de Aelita.
Sin embargo, más tarde la aventura continúa (en Code Lyoko: Evolution). Aelita ha perdido a sus padres, y todavía tiene muchos misterios por resolver. XANA resucita y aparece un nuevo antagonista, el profesor Tyron.

## Descripción
Lyoko se contiene dentro de un superordenador dentro de una fábrica abandonada. Se divide en cinco sectores separados, todos con sus características únicas. Los primeros cuatro sectores están alrededor del quinto, como los radios de una rueda. Cada sector está aislado de los otros por el Mar digital (excepto el sector 5).
En Lyoko, las leyes de la gravedad y la física no se aplican completamente, permitiendo que los Guerreros de Lyoko alcancen fácilmente grandes hazañas de acrobacia que casi serían consideradas (sino totalmente) imposibles para el atleta más experto. Como tal, cualquier persona que va a Lyoko gana un aumento en velocidad, fuerza, y agilidad; y en la práctica, uno o más superpoderes específicos, la mayoría inspirados en los de personas que los poseen individualmente (Ulrich, por ejemplo, puede moverse a supervelocidad).
La fatiga es prácticamente inexistente en Lyoko. La mayoría de los Guerreros de Lyoko solo se cansan o se agotan cuando son golpeados por una ráfaga de disparos de armas tales como el láser elíptico de un megatanque, y se recuperan rápidamente. La fatiga mental, sin embargo, es un gran problema. Esto ocurre especialmente con Yumi y su energía telequinética. En Lyoko solamente existen dos de los cinco sentidos: la vista y el oído. Tampoco existen los espejismos ni el sueño. Sin embargo, esto se incumple en algunos episodios: en el episodio 75 (Una lluvia muy caliente), una vez en el desierto, Ulrich dice: “Qué calor”; cada vez que alguien vuelve de ser teletransportado a una Replika en el mundo real (4.ª temporada) se queda inconsciente un tiempo; en el episodio 94 (Luchar hasta el final), Aelita solloza en el sector 5, cuando vencen a XANA y Aelita pierde a su padre para siempre; Odd ha sentido náuseas varias veces, y también hambre; en el episodio 77 (Perdida en el mar), Jeremie asegura que el olor existe en Lyoko, aunque lo menciona refiriéndose a un rastro digital y no a un verdadero olor.

## Torres
Hay 85 torres dispersadas sobre Lyoko; 21 en cada uno de los sectores principales y una en el sector 5, que en el episodio 49 (Franz Hopper) se descubrió que había una torre en el sector 5. En el primer episodio de Code Lyoko: Evolution (XANA 2.0) aparece una segunda torre en el sector 5, con lo que el número total de torres sube a 86. Las torres actúan como módulos de proceso de datos, transporte de un sector a otro (excepto el sector 5), salida del sector 5 por cualquiera de los túneles de la cúpula y como paso al mundo real. Es a través de estas torres por donde XANA, o quien use el superordenador, puede atacar la Tierra. A través de los cuatro sectores principales, los alambres gigantes enrollan su salida del sector 5 a cada una de las torres en cada uno de los sectores, actuando como conductos de datos. La energía roja puede ser considerada pulsación a través de los alambres siempre que XANA active una torre. Estos alambres se pueden separar para aislar la torre, como desconectar un cable de la red en un ordenador tradicional. Las torres activadas por Jeremie son verdes, las activadas por Franz Hopper son blancas, las activadas por XANA son rojas, y las desactivadas azules (hasta al final de la 2.ª temporada, luego son blancas) y además cada vez que William entra o sale de una torre, él produce ondas rojas, mientras que Aelita y sus amigos producen ondas azules (aunque esto se debe a que en esos momentos William estaba bajo el control de XANA).
Las torres que hay en Lyoko pueden ser de diferentes colores:
- Rojo: Esto quiere decir que esa torre está activada por XANA.
- Verde: Esto quiere decir que esa torre está activada por Jeremie.
- Blanca: Esto quiere decir que esa torre está desactivada (en las temporadas 3 y 4), o activada por Franz Hopper.
- Azul: Esto quiere decir que esa torre está desactivada (solo en las temporadas 1 y 2).
- Violeta: Esto quiere decir que esa torre está activada por el profesor Tyron (en Code Lyoko: Evolution).
- Sin color: Esto quiere decir que la torre está dañada, visto en el episodio 50 (Contacto).

## Sectores

### Sector 1:Hielo
Haciendo honor a su nombre, este sector es frío, helado y con un fondo nocturno. Una grieta en la tierra helada y en las mesetas pueden causar un temblor. Integrado por grandes y finas trayectorias de glaciares cubiertas por una capa delgada de nieve, este sector tiene algunas superficies lisas como cualquier área de hielo cubierta en el mundo verdadero. Las 10 torres de este sector se ocultan muy bien, y son a menudo alcanzables solamente por toboganes de hielo, lo que significa que uno debe prácticamente surfear por el interior de estos. En los toboganes, las estalactitas y estalagmitas plantean una amenaza a velocidades muy altas. En una ocasión, el grupo ha tenido que atravesar laberintos para encontrar las torres. El agua simulada existe en este sector, y como el agua real se puede atravesar nadando (o buceando, como hace Odd) en algunos lugares, pero no pertenece al Mar digital, por lo que al tocarla los personajes no se quedan virtualizados para siempre. Este sector fue suprimido por Aelita en el episodio 61 (Sabotaje) (aunque en ese episodio ella no estaba poseída por XANA, lo hizo únicamente para salvar el superordenador), pero fue reconstruido por Jeremie. El Koloso solo aparece en este sector, en la 4.ª temporada. Yumi fue virtualizada por primera vez en este sector.

### Sector 2:Desierto
El sector del desierto es un lugar seco, árido y canicular, está compuesto por formaciones compuestas y de arena sin fin. XANA tiene la capacidad de crear tormentas de arena en este sector, visto solamente en el episodio 4 (Diario de a bordo); así como los temblores que hacen las mesetas romperse. Además, en el episodio 11 (La plaga), XANA podía inclinar una meseta a un ángulo de noventa grados. Aelita, Odd, y Ulrich estaban en la meseta en ese entonces y habrían caído en el vacío digital si Aelita no hubiera usado su sintetización para salvarlos. Los cangrejos pueden atravesar las mesetas fácilmente gracias a sus patas puntiagudas. En el episodio 2 (Ver es creer) se descubrió un oasis en este sector que realmente era falso. Este sector fue suprimido por Aelita en el episodio 58 (El pretendiente), pero también es reconstruido por Jeremie.

### Sector 3:Bosque
El sector tiene un clima templado y húmedo. En este ambiente crepuscular el misterio reina. Los árboles, flotantes a media altura, dejan a la vista sus raíces sobre grandes extensiones de pasto, y la luz del sol traspasa entre sus troncos cerrados. En la primera temporada este sector parecía como si estuviera atardeciendo, pero desde la segunda hasta la cuarta temporada parece como si fuera de día. Este sector fue suprimido por Aelita en el episodio 54 (Lyoko menos uno), pero también es reconstruido por Jeremie.
Fue el primer sector en el que se virtualizaron Aelita, Franz Hopper, Odd y Ulrich.

### Sector 4:Montañas
Por sus picos escarpados, se parece a China y sus grandes piedras, cualquier movimiento en falso puede conducir al vacío digital. La montaña está llena de plataformas móviles y obstáculos difíciles, lo que significa que puede ser complicado utilizar los vehículos allí, y se sabe que puede haber otras plataformas por debajo del “banco de niebla”, oscureciendo el vacío digital en algunas áreas. Estas nubes hacen difícil apuntar sobre las mesetas más bajas. Si se cae uno de los personajes desde una altura suficiente, sin importar si aterriza o no, se pierden exactamente veinte puntos de vida por el impacto. Un lugar brumoso con puentes muy estrechos entre piedras y rocas. Los traslados ahí son peligrosos. No existe vegetación, solo pequeños árboles y grandes piedras que pueden ser muy peligrosas para nuestros héroes. Además este fue el único sector en el que se vio cómo sube la marea del Mar digital, en el episodio 55 (Maremoto) y también es el único sector en el que XANA hace que las mesetas sean invisibles y solo se vea niebla, esto sucede en el episodio 47 (En plena forma). En el episodio 51 (La gran revelación) ocurre algo similar que en el 47 pero con la diferencia que las mesetas están visibles, lo único igual es que hay mucha niebla. Este sector fue suprimido por Aelita en el episodio 64 (Un problema por duplicado), pero también es reconstruido por Jeremie.

### Sector 5
El sector 5 está situado en medio de los otros cuatro. Es el único sector en Lyoko en el que hay una sola torre (dos en Code Lyoko: Evolution). Los héroes van hasta el límite de los territorios, Jeremie introduce la clave SCIPIO y aparece una esfera de transporte en la que se meten y esta esfera los traslada hasta una plaza conocida como “arena”, en el corazón del sector 5. Desde ahí pueden entonces acceder al núcleo, que es el acceso directo a todos los programas de Lyoko. Una vez en la cúpula celestial, Aelita puede entonces acceder a la memoria de XANA por una pantalla.
El sector 5 está formado por una esfera azul gigante. En la superficie exterior de la esfera hay unas barreras cubiertas con las imágenes del código binario similares a las vistas en las torres. La esfera en el centro del sector es el cuerpo principal del sector 5. Cuatro canales de datos alimentan desde puntos equidistantes en su superficie a los cuatro primeros sectores. Todo el sector 5 es azul y geométrico. En este sector, el Mar digital es sustituido por una barrera de datos similar a las que están en las torres, pero caer en él parece ser tan malo como caer en el Mar digital. Después de que se deshabilita el sistema de seguridad, un camino fuera del laberinto se abre. Esto conduce a un ascensor multidireccional. Nunca para de moverse, así que un salto medido cuidadosamente es necesario al subir en él. El ascensor se mueve en pistas alrededor de la superficie externa de la esfera. Se detiene brevemente para permitir que sus pasajeros desembarquen, y se detiene siempre en el mismo punto que otra plataforma que conduce a la superficie externa del sector 5. En la superficie hay una interfaz especial que permite el acceso completo al superordenador y cualquier dato dentro de este inclusive; esto es, al parecer, la base de datos de XANA (hasta el final de la segunda temporada).
En la cuarta temporada, nuestros héroes ya no necesitan deshabilitar el sistema de seguridad para salir. También pueden virtualizarse directamente en el sector 5.
Dentro de este sector hay algunos monstruos únicos, como las mantarrayas voladoras (que más tarde salen a otros sectores) y los gusanos.
Este sector fue suprimido por William en el episodio 65 (El último asalto), pero es reconstruido por Jeremie.
Hay una única torre en el sector 5, solo vista en el episodio 49 (Franz Hopper) y en el episodio 87 (Odd y su odisea espacial), en la Replika del Sector 5. En el primer episodio de Code Lyoko: Evolution (XANA 2.0) aparece una segunda torre en el sector 5, creada por XANA.
Aunque en este sector no hay Mar digital, es peligroso caerse de las plataformas.

## Mar digital
Es también llamado Vacío digital o Mar virtual. El Mar digital es un espacio vacío que hay entre Lyoko y la red de datos que rodea los cinco sectores. Como el mar, el borde del vacío se mueve y agita como agua. Encima de este, los que caigan serán virtualizados para siempre como le ocurrió a Franz Hopper. Jeremie puede intentar buscarlos y utilizar el programa de materialización para recuperarlos, pero él todavía recomienda no caerse dentro, pues encontrarlos es una tarea bastante difícil. Yumi y Aelita son las únicas que han caído adentro y fueron recuperadas poco después, aunque a duras penas; Jeremie todavía no había dominado la materialización más compleja usada para hacer humana a Aelita, y pudo salvar solamente a Yumi porque fue Odd quien había introducido inadvertidamente el código apropiado anterior, creando un programa de materialización de un solo turno. Aelita fue tirada al Mar digital por William-XANA en el episodio 82 (Recuerdos lejanos) y poco después fue rescatada por Franz Hopper.
Después de la destrucción de Lyoko, el Mar digital es lo único que sigue en pie. En la cuarta temporada, el Mar digital sirve como un paso de los 5 sectores, las recientemente creadas Replikas como restauraciones de Lyoko. William-XANA siempre que captura a Aelita y después la deja inconsciente, intenta tirarla al Mar digital, para que así Franz Hopper salga de su escondite y pueda destruirlo. Por dentro el Mar digital parece una especie de ciudad virtual con edificios que cuelgan del techo. Es de color azul pero se vuelve rojo cuando XANA ataca. En la 4.ª temporada se descubre que el Mar digital es en realidad Internet.

## Replikas
Son copias idénticas de los sectores de Lyoko que se encuentran en el Mar digital. XANA desarrolla estas Replikas al controlar diferentes superordenadores situados en el mundo real. Cada Replika solo tiene un sector. Hasta ahora se han visto 4 de los sectores (el sector de las montañas solo se ha visto en los videojuegos), pero son demasiadas para destruirlas una a una. En el episodio 92 (Sudor frío), XANA reúne todas sus energías para crear un monstruo gigantesco llamado “Koloso”. En los videojuegos también existe la Replika Volcán. Esta es la lista de las Replikas existentes y descubiertas.
| Sector de la Replika | Lugar en la Tierra (Superordenador)              | Personaje(s) que destruye(n) la Replika | Episodios en los que aparece                                                                           |
| -------------------- | ------------------------------------------------ | --------------------------------------- | --- |
| Bosque               | Amazonas (América del Sur)                       | Odd                                     | - 71 (Viaje inaugural) (esfera exterior) - 73 (Replika) - 78 (El laboratorio) - 79 (Derecho a vacilar) |
| Desierto             | Nuevo México (América del Norte)                 | Ulrich                                  | - 81 (Falta de buena voluntad) - 83 (Mala suerte)                                                      |
| Sector 5             | Estación Espacial Internacional (Espacio)        | Odd y Yumi                              | - 87 (Odd y su odisea espacial)                                                                        |
| Hielo                | Siberia del Norte (Asia)                         | El programa para destruir a XANA        | - 92 (Sudor frío) - 93 (Vuelta a la Tierra)                                                            |
| Montañas             | Central hidráulica de Canadá (América del Norte) | Yumi                                    | - Videojuego Nintendo DS y Wii                                                                         |
| Volcán               | Corazón de un volcán                             | Aelita y Odd                            | - Videojuego Nintendo DS y Wii                                                                         |

## Limbo virtual
Visto solamente dos veces: en el episodio 19 (La frontera) y otra vez en un sueño de Jeremie en el 25 (Código: Tierra), el limbo actúa como espacio buffer entre Lyoko y el mundo verdadero. Existe dentro de la memoria del superordenador. Jeremie fue atrapado accidentalmente aquí cuando él quería ir a Lyoko. La memoria del escáner había sido cortada antes de que el proceso hubiera terminado, atrapándolo en el limbo. Tras su llegada, Jeremie podía hablar con Aelita con su enlace a la memoria del superordenador, y ella podía decir a los otros cómo liberarlo. Después de viajar a los cuatro sectores y de recoger la memoria del escáner de las cuatro torres de paso, Aelita pudo viajar al limbo y finalmente liberarlo.

## Sandboxes
Las Sandboxes son vistas en los libros de Code Lyoko, durante los eventos que transcurren en ellos.
Las Sandboxes son porciones de memoria del superordenador aisladas de la memoria principal, sin acceso al resto de datos siendo solo accesibles desde una terminal predeterminada. Una de estas Sandboxes (el Mirror) fue creada por Franz Hopper para mostrarle a Aelita el porqué de algunas cosas (por ejemplo, que pasó el día que ambos se virtualizaron en Lyoko). La otra Sandbox, llamada “Primera Ciudad”, es donde se esconde un arma temible y, aparte de eso, no tiene mayor utilidad.

### Sandbox1:Mirrorde la Ermita
Según los libros de Code Lyoko, que siguen una secuencia temporal alternativa, existen dos sectores más, denominados Sandboxes.
Al virtualizarse por primera vez se puede ver un paisaje parecido al del sector del bosque. Es una pequeña plataforma con suelo verde y tres árboles gruesos que son tres niveles del Mirror. Los árboles dejan acceder a una grabación 3D de algunos recuerdos del padre de Aelita y algunas personas involucradas con él. Se utiliza una interfaz (como un mando) para avanzar y retroceder en el tiempo de grabación. Al Mirror se accede desde un escáner con un puerto de control parecido al de la fábrica.

### Sandbox2: la Primera Ciudad (SandboxdeBruselas)
La “Primera Ciudad” es la segunda Sandbox que aparece en los libros.
Es una ciudad en la que casi todos los edificios son de azul celeste. Está plagada de mantarrayas voladoras, y cuando XANA está cerca, parece como si toda la ciudad le obedeciera. En este lugar se encuentra el arma temible que, de ser activada, podría causar un conflicto a grandes escalas.
Esta arma está encerrada en un castillo negro y rodeada de una gran muralla negra a modo de cortafuegos. En un principio, XANA estaba destinado a ser el guardián del arma, para que esta nunca llegara a ser utilizada. Sin embargo, los terroristas del Green Phoenix, juntaron a un XANA casi resucitado, y activan el arma.
Entre otros usos, esta arma puede (siempre y cuando haya una torre activada):
- Teletransportar entre dos columnas-escáner.
- Trabajar y materializar diseños de cualquier cosa.
- Materializar monstruos de XANA (si XANA accede).

Esta ciudad quedó aislada del resto de Lyoko pero introduciendo el código: AELITA desde la sala del corazón de Lyoko y escogiendo la llave correcta para abrirse paso a la ciudad, Lyoko y la Primera Ciudad quedan así ínterconectados.

## Después de la destrucción de Lyoko
En la cuarta temporada, la destrucción de Lyoko no es tan completa como parece. Jeremie y Aelita logran restaurar el sector 5 y más tarde el resto de Lyoko, permitiendo que Jeremie envíe a sus amigos tras XANA por la Red mundial a través del Mar digital. Dentro del Mar digital existen unas esferas, conocidas como “Replikas”, que parecen versiones más pequeñas de Lyoko, y cada Replika solo tiene un sector. Cada Replika es controlada por un superordenador bajo el control de XANA. Para evitar el hasta ahora desconocido propósito de XANA, estos superordenadores deben ser destruidos.
Con este fin, Jeremie desarrolla un nuevo proceso de materialización conocido como “teletransporte” que permite materializar a sus amigos en la localización en la Tierra del superordenador que controla la Replika. Además, son materializados con las formas de Lyoko, que Jeremie ha mejorado en la cuarta temporada, no con sus formas humanas conocidas en las demás temporadas, dándoles las herramientas necesarias para destruir cada superordenador.

## Vehículos utilizados en Lyoko
Los vehículos se han usado en Lyoko. La mayoría fueron programados por Jeremie, y los demás por XANA. Aparecen a partir de la segunda temporada, por primera vez vistos en el episodio 27 (El nuevo orden). Los que los Guerreros de Lyoko usan individualmente dentro de un sector también admiten ser usados para ir de un sector a otro usando las torres. 

### Moto (Overbike)
Es el vehículo de Ulrich. Tiene forma de moto de una sola rueda y con un reactor que usa para volar (que lo hace muy poco pues no le hace falta porque él es más rápido).

### Tabla (Overboard)
Es el vehículo de Odd. Tiene forma de tabla de surf lila y es capaz de volar.

### Aerodeslizador (Overwing)
Es el vehículo de Yumi. Tiene una forma estilizada y curvilínea, parecido a un scooter, y se desplaza levitando sobre el suelo o volando.

### Transportador
Tiene la forma de una esfera blanca, lo suficientemente grande como para que dentro quepan los cinco Guerreros de Lyoko. Tiene grabado el Ojo de XANA en color azul oscuro. Para utilizarlo, los Guerreros de Lyoko deben situarse en el borde de un sector. Después, Jeremie teclea la clave SCIPIO (Escipión en español) y el transportador viene volando, se abre por un lateral mostrando una aurora de luz blanca, se “traga” a los Guerreros de Lyoko y los lleva hasta la “arena” del sector 5. También se puede programar con una llamada retrasada, es decir, se introduce la contraseña SCIPIO y después de un periodo de tiempo determinado, viene. Esta función la utiliza Aelita en el episodio 57 (Aelita) para ir al sector 5 sin ayuda de Jeremie. Franz Hopper también puede llamarlo, cosa que hizo en el episodio 28 (Territorio desconocido) para salvar a Aelita de unos monstruos de XANA.
En la 4.ª temporada no se utiliza, ya que Jeremie ya sabe virtualizar a los chicos directamente en el sector 5; pero en el episodio 94 (Luchar hasta el final) Jeremie lo llama para ir desde el sector del hielo al sector 5.
Además de transportar a los Guerreros de Lyoko al sector 5, puede ir a recogerlos a este sector y enviarlos de vuelta al sector desde el que salieron, o a cualquier otro, como se ve en el episodio 28 (Territorio desconocido).

### Alas deAelita
Las obtiene en la cuarta temporada, con su nuevo traje. Le basta con pasar la mano por un brazalete con forma de estrella rosa que lleva en la muñeca y en su espalda aparecen unas alas de luz rosa que le permiten volar con más agilidad que si fuera en un vehículo. Fue en el episodio 67 (Doble o nada) cuando cambiaron de trajes y vestimenta, Jeremie le dijo que tenía mucho tiempo libre y Aelita le dijo: “Eres el viento que impulsa mis alas”.

### Skidbladnir (Skid)
Es un submarino programado por Jeremie y Aelita para navegar por el Mar digital (la Red), pues al parecer los Guerreros de Lyoko no pueden sobrevivir en ese lugar, y si fuesen desvirtualizados allí se perderían para siempre. Su nombre viene de la literatura nórdica. Tiene forma de cáliz cuando está parado y vertical, pero cuando avanza rota y se convierte en un veloz submarino con capacidad para cinco (el quinto es William, que solo lo usa en Code Lyoko: Evolution). Se compone de una cabina de control circular, ocupada por Aelita, en su popa, flanqueada por dos estilizados alerones. Su casco se compone de un largo espolón al que van acoplados cuatro minisubmarinos, los NavSkids, en los que viajan y combaten los miembros del equipo. Para luchar se desacoplan y actúan como submarinos independientes, pero no pueden volver a entrar en Lyoko por sí mismos. El Skidbladnir y sus NavSkids combaten con torpedos (sin límite de disparos, pero a veces se menciona que consumen energía) que lanza por unas toberas en la quilla de los NavSkids y en la cabina de Aelita. El Skid fue destruido por el Koloso, y reprogramado por Jeremie en el segundo episodio de Code Lyoko: Evolution (Cortex).
Los NavSkids son alargados, con diseño estilizado. Son grises oscuros, y tienen una ventana de cristales opacos desde la cual se puede tener una vista óptima del Mar digital. Los NavSkids tienen una raya de color a lo largo, por debajo de la ventana. El de Odd tiene la raya morada, el de Ulrich amarilla, el de Yumi roja y el de William azul claro, a juego con sus respectivos atuendos. En una ocasión, Odd llegó tarde al Skid y gritó: “¡Eh, esperadme!”. Sin embargo, el NavSkid que estaba llegando tarde era el de Ulrich, y no el de Odd. En dos cromos del álbum de cromos de Code Lyoko los diseños de las naves cambian un poco, pues las rayas desaparecen, y cambia un poco el diseño general. Por dentro, la cabina de Aelita es bastante espaciosa, y cuenta con un puesto de mandos repleto de botones, sensores, palancas y teclas que Aelita, combinándolos con una pantalla que aparece delante de ella, utiliza para pilotar el Skidbladnir. El interior de los NavSkids es poco mayor que el tamaño de sus ocupantes, para que estos quepan de pie. Cuando los NavSkids se colocan en posición horizontal, los Guerreros de Lyoko pasan de estar de pie a estar sentados sobre una butaca.
Cuando William-XANA combate en el Mar digital, usa algo parecido a un NavSkid, llamado Rorkal, pero negro y más grande, y con dos propulsores en vez de uno. Combate con torpedos y suele ir escoltado por monstruos de XANA, y se sospecha que fue XANA el que creó esta nave con los datos del Skidbladnir que robó la Scyphozoa en el episodio 76 (El lago).

### Mantarraya negra
XANA también creó una mantarraya negra como vehículo de William-XANA. Es como una mantarraya normal, pero en vez de azul es negra. Tiene riendas para el fácil uso de William-XANA.
- Datos: Q2638522